# Tipula pictipennis
Tipula pictipennis är en tvåvingeart som beskrevs av Walker 1837. Tipula pictipennis ingår i släktet Tipula och familjen storharkrankar. Inga underarter finns listade i Catalogue of Life.